# 宪法广场 (圣塞瓦斯蒂安)

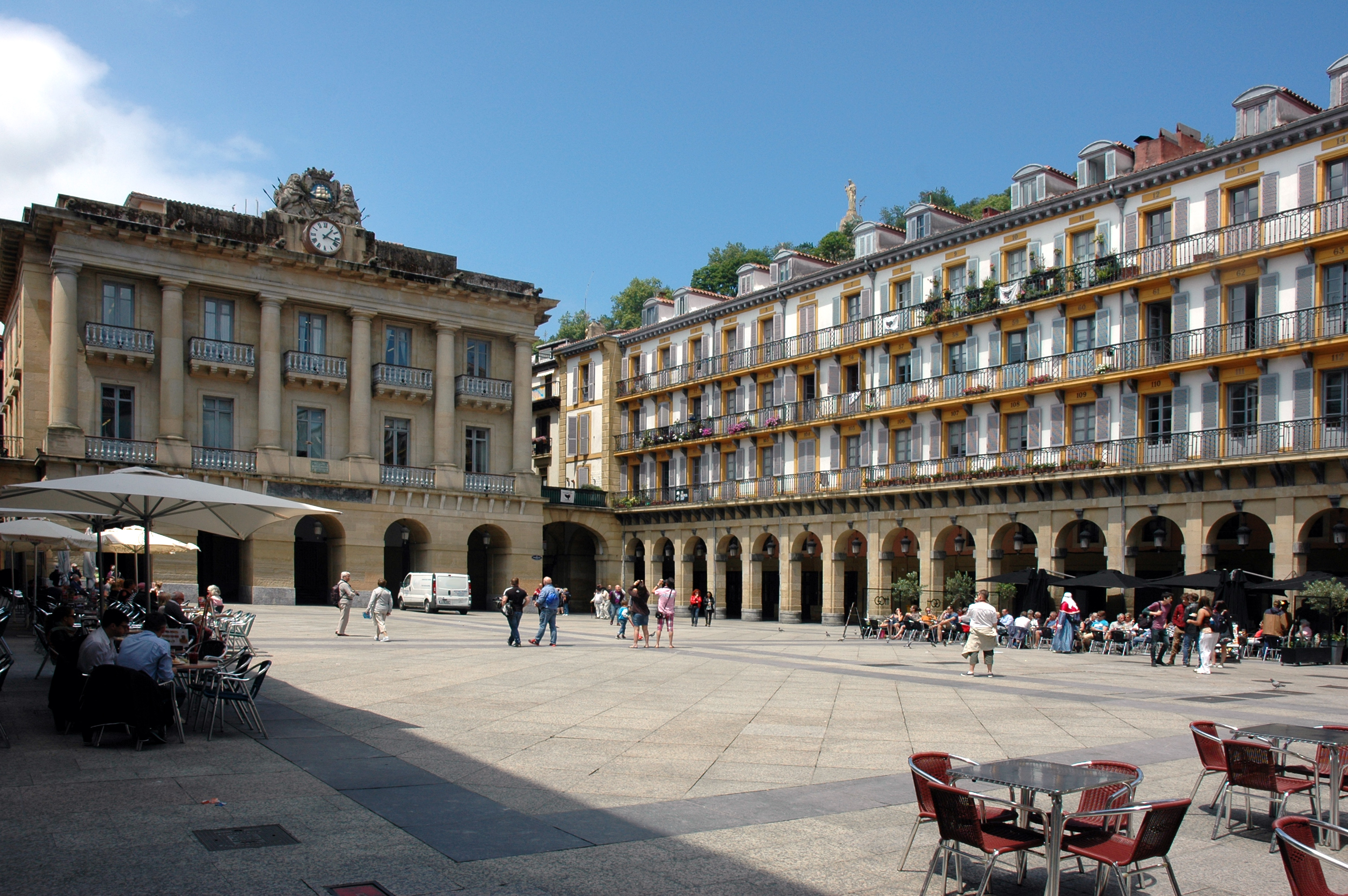
宪法广场

宪法广场（西班牙语：Plaza de la Constitución）是西班牙巴斯克自治区圣塞瓦斯蒂安市的一个广场，位于圣塞瓦斯蒂安旧城区（Parte Vieja de San Sebastián）。在这个以拱廊为主要特色的广场上，经常举办城市的大型节日活动，如1月20日的圣塞瓦斯蒂安击鼓节（Tamborrada de San Sebastián）或圣多默节（día de Santo Tomás）。直到1947年，广场的中央建筑一直是城市的市政厅，1951-2000年该建筑改为市图书馆（Biblioteca Municipal），后来又改为文化局。

## 历史
纵观历史，该广场使用过多个名称：新广场（Plaza Nueva）、宪法广场（Plaza de la Constitución）、7月18日广场（Plaza del 18 de Julio）以及宪法广场。
在现在的宪法广场的所在地，原有一个广场，由赫拉克勒斯·托雷利（Hércules Torrelli）设计于1723年。城市大火之后，在1813年圣塞瓦斯蒂安围城战的背景下，建造了新广场，为新古典主义建筑风格。关于广场的尺寸，纵轴一侧调整为20个相等的拱门，横轴一侧调整为9个拱门。
广场的阳台都编有号码，因为它们是广场上观看斗牛的包厢。